# Вишенька (притока Вишні)
Ви́шенька — річка в Україні, у межах Мостиського та Самбірського районів Львівської області. Ліва притока Вишні (басейн Вісли).

## Опис
Довжина 20 км, площа басейну 68 км². Річище слабозвивисте, в деяких місцях каналізоване, дно переважно мулисте, місцями є кам'янисті перекати.

## Розташування
Вишенька бере початок у селі Вишеньці. Тече на схід (частково на південний схід), впадає у річку Вишню в місті Рудках.
- У межах міста Рудок річка дуже забруднена і засмічена.